# Cabera neodora
Cabera neodora är en fjärilsart som beskrevs av Louis Beethoven Prout 1922. Cabera neodora ingår i släktet Cabera och familjen mätare. Inga underarter finns listade i Catalogue of Life.